# Ranoidea bella
Ranoidea bella — вид бесхвостых земноводных из семейства квакш, обитающий в Австралии и впервые обнаруженный на полуострове Кейп-Йорк в Квинсленде, Австралия. Этот вид наиболее похож на Ranoidea gracilenta и Ranoidea chloris, но отличается от своих сородичей крупным размером тела самца (от 34,5 до 41,8 мм), «почти безупречной» зелёной спиной, оранжевой брюшной частью, ярко-оранжевыми пальцами и перепонками, пурпурными боковыми поверхностями бёдер, отсутствием окантовочной полосы, белыми костями и однотонным криком самца. Обитает в тропических лесах и муссонных зарослях винограда вблизи водоёмов. Считаются видом под наименьшей угрозой.